# Iwan Jurin
Iwan Jurin, poljski general, * 1896, † 1951.